# Romanització Yale per al cantonès
La romanització Yale del cantonés (en anglès: Yale Romanization of Cantonese) va ser desenvolupada per Parker Po-fei Huang i Gerald P. Kok i publicada el 1970. A diferència de la romanització de Yale del mandarí, és àmpliament utilitzat en llibres i diccionaris, especialment per als estudiants estrangers. La Universitat Yale, la Universitat de Tòquio i la Universitat de Colúmbia Britànica utilitzen aquesta romanització per a les seves classes de cantonès.
Comparteix algunes similituds amb Hanyu Pinyin, ja que les consonants sordes i no aspirades estan representades per lletres que s'utilitzen tradicionalment en anglès i la majoria d'altres llengües europees per representar sons sonors. Per exemple, [p] es representa com a b a Yale, mentre que el seu homòleg aspirat, [pʰ] es representa com p.

## Inicials
| b[p]巴   | p[pʰ]怕   | m[m]媽  | f[f]花 |
| d[t]打   | t[tʰ]他   | n[n]那  | l[l]啦 |
| g[k]家   | k[kʰ]卡   | ng[ŋ]牙 | h[h]蝦 |
| gw[kʷ]瓜 | kw[kʰʷ]誇 | w[w]蛙  |        |
| z[ts]渣  | c[tsʰ]叉  | s[s]沙  | j[j]也 |

## Finals
| Coda  | Coda | Coda     | Coda      | Coda      | Coda       | Coda      | Coda       | Coda      | Coda      | Coda      | Coda |
| ø     | -i   | -o       | -m        | -n        | -ng        | -         | -t         | -k        |           |           |      |
| ----- | ---- | -------- | --------- | --------- | ---------- | --------- | ---------- | --------- | --------- | --------- | ---- |
| Mitjà | aa   | aa沙     | aai[ai]晒 | aau[au]筲 | aam[am]三  | aan[an]山 | aang[aŋ]省 | aap[ap]圾 | aat[at]殺 | aak[ak]客 |      |
| Mitjà | a    | ai[ɐi]西 | au[ɐo]收  | am[ɐm]心  | an[ɐn]新   | ang[ɐŋ]生 | ap[ɐp]十   | at[ɐt]失  | ak[ɐk]塞  |           |      |
| Mitjà | iɛ些 | ei[ei]四 | eng[ɛŋ]聲 | ek[ɛk]石  |            |           |            |           |           |           |      |
| Mitjà | i    | ii司     | iu[iu]消  | im[im]閃  | in[in]先   | ing[ɪŋ]升 | ip[ip]攝   | it[it]舌  | ik[ɪk]色  |           |      |
| Mitjà | o    | oɔ蔬     | oi[ɔi]鰓  | ou[ou]酥  | on[ɔn]看   | ong[ɔŋ]康 | ot[ɔt]割   | ok[ɔk]各  |           |           |      |
| Mitjà | o    | uu夫     | ui[ui]灰  | un[un]寛  | ung[ʊŋ]風  | ut[ut]闊  | uk[ʊk]福   |           |           |           |      |
| Mitjà | eu   | euœ靴    | eui[ɵi]去 | eun[ɵn]信 | eung[œŋ]上 | eut[ɵt]出 | euk[œk]桌  |           |           |           |      |
| Mitjà | yu   | yuy書    | yun[yn]孫 | yut[yt]雪 |            |           |            |           |           |           |      |
| Mitjà | ø    | mm̩唔     | ngŋ̩吳     |           |            |           |            |           |           |           |      |

Les finals m i ng poden ser usades com a nasals sil·làbiques independents.

## Tons

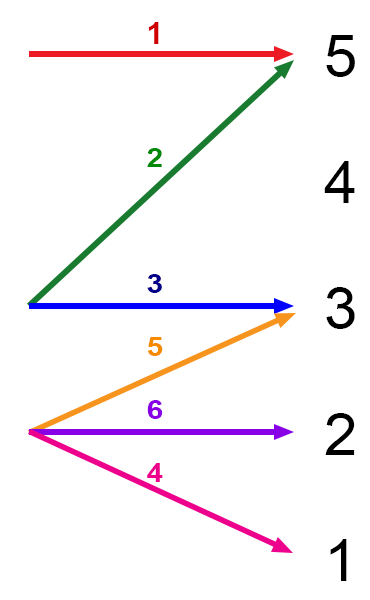
Representació gràfica dels tons en cantonés.

| Nombre | Nom de to en espanyol | Contorn | Exemples | Exemples  |
| Nombre | Nom de to en espanyol | Contorn | to marca | to nombre |
| ------ | --------------------- | ------- | -------- | --------- |
| 1      | nivell alt            | 55      | sān      | sant1     |
| 2      | mig ascendent         | 35      | sán      | sant2     |
| 3      | nivell mitjà          | 33      | sant     | sant3     |
| 4      | sota descendent       | 21      | sàhn     | sant4     |
| 5      | sota ascendent        | 23      | sáhn     | sant5     |
| 6      | nivell baix           | 22      | sahn     | sant6     |

## Exemples
| Tradicional | Simplificat | to marca   | to nombre     |
| ----------- | ----------- | ---------- | ------------- |
| 廣州話      | 广州话      | Gwóngjāuwá | Gwong2jau1wa2 |
| 粵語        | 粤语        | Yuhtyúh    | Yut6yu5       |
| 你好        | 你好        | Néih hóu   | Nei5 hou2     |

Pronunciació d'un antic poema xinès:
| 春眠不覺曉， 處處聞啼鳥。 夜來風雨聲， 花落知多少？ | Chēun mìhn bāt gok híu, chyu chyu màhn tàih níuh. yeh lòih fūng yúh sīng, fā lohk jī dō síu? |